# Raupunga
Raupunga est une petite localité du Nord de la région de Hawke's Bay dans l’est de l’Île du Nord de la Nouvelle-Zélande.

## Situation
Elle est située tout près du plus haut pont de chemin de fer du pays, nommé le viaduc de Mohaka (en), qui franchit le fleuve Mohaka.